# Jean Gillet
Jean Pierre Nicolas Joseph Gillet (La Reid, 16 september 1918 - Theux, 17 juni 2011) was een Belgisch politicus voor de PSC, de PLP en de PRL.

## Levensloop
Jean Gillet groeide op in een familie van landbouwers. Nadat hij de lagere school had doorgelopen, ging hij zelf aan de slag als landbouwer. In 1934, in de crisisperiode van de jaren dertig, ging hij als arbeider werken in de textielfabriek Pirnay in Ensival. In 1939 werd hij opgeroepen voor legerdienst, nam als gemobiliseerde deel aan de Achttiendaagse Veldtocht en bracht na de Belgische capitulatie vijf jaar in gevangenschap door in Duitse stalags. Bij zijn terugkeer werd hij opnieuw landbouwer.
In oktober 1958 werd Gillet voor de christendemocratische PSC verkozen tot gemeenteraadslid van La Reid, waar hij van 1961 tot 1976 burgemeester was. In 1961 verliet hij de PSC omdat hij de regeringscoalitie afwees die de partij had gesloten met de socialisten en stapte hij over naar de liberale PLP. Na de fusie met Theux was hij daar van 1977 tot 1988 gemeenteraadslid en burgemeester. Gillet beschikte al die tijd, zowel in La Reid als in Theux, over een volstrekte meerderheid. In La Reid was hij de promotor van het dierenpark.
In 1965 werd Gillet actief in de nationale politiek. Voor de PLP en daarna de PRL zetelde hij van 1965 tot 1987 als rechtstreeks gekozen senator in de Senaat, waar hij het arrondissement Verviers vertegenwoordigde. Door de toen bestaande dubbelmandaten zetelde hij van rechtswege van 1971 tot 1980 ook in de Cultuurraad voor de Franse Cultuurgemeenschap, van 1974 tot 1977 in de voorlopige Waalse Gewestraad en van 1980 tot 1987 in de Waalse Gewestraad en de Franse Gemeenschapsraad. Na de verkiezingen van 1987 zette hij een punt achter zijn parlementaire loopbaan.